# الحزب الشيوعي لروسيا الاتحادية
الحزب الشيوعي لروسيا الاتحادية (بالروسية: Коммунистическая партия Российской Федерации , كوممونيستيتشيسكايا بارتييا روسسييسكوي فيديراتسي) ويعرف اختصاراً (КПРФ , كي. بي. أر. إيف)، حزب سياسي روسي وسليل الحزب الشيوعي السوفييتي ويتبنى سياساته واهدافه، يعتبر الحزب الشيوعي الروسي ثاني أهم الأحزاب في الاتحاد الروسي بعد حزب روسيا الموحدة.

## الأهداف
1. سلطة الشعب تعني السلطة الدستورية للأغلبية الكادحة.
2. العدالة التي تمثل حق العمل للجميع، وتضمن التعليم المجاني والرعاية الطبية وكذلك السكن الجيد والاستجمام والتأمين الاجتماعي.
3. المساواة القائمة على تحرير العامل من الاستغلال واضطهاد الإنسان لأخيه الإنسان، وإزالة كافة اشكال الطفيلية الاجتماعية. أن تكون المصانع ومواقع الإنتاج الكبيرة ملكية عامة وليست خاصة.
4. الروح الوطنية والمساواة بين القوميات والصداقة بين الشعوب.
5. مسؤولية المواطن تجاه المجتمع ومسؤولية المجتمع تجاه المواطن، وحدة حقوق وواجبات الإنسان.
6. صعود القوى الوطنية إلى السلطة في المستقبل القريب وتأميم ثروات جوف الأرض ومرافق الإنتاج الاستراتيجية والاحتفاظ بقطاع الأعمال المتوسط والصغير
7 . بناء الاشتراكية المجددة في المستقبل البعيد.

## روابط خارجيّة
- البرنامج السياسي للحزب (بالروسية)